# Messelmoun
Messelmoun est une commune berbérophone de la wilaya de Tipaza en Algérie.
Son nom provient d’une écorce recherchée par les marchands phéniciens pour la teinture des cheveux et du lainage.

## Géographie

### Situation
Le territoire de la commune de Messelmoun est situé à l'ouest de la wilaya de Tipaza. Son chef-lieu, Messelmoun, est une ville côtière située à environ 19 km au sud-ouest de la ville de Cherchell et à environ 45 km à l'ouest de Tipaza.
| Gouraya                                         | Mer Méditerranée                                              | Hadjeret Ennous           |
| Aghbal, Larhat                                  | Messelmoun                                                    | Sidi Semiane              |
| Aïn Bouyahia (Wilaya d'Aïn Defla), Beni Milleuk | El Amra (Wilaya d'Aïn Defla) , Mekhatria (Wilaya d'Aïn Defla) | Arib (Wilaya d'Aïn Defla) |

### Relief et hydrographie
La cité rurale de Messelmoun fut créée sur la corniche qui surplombe la plage dans laquelle se jette l'oued éponyme. Le village, accroché au flanc nord des montagnes du Dahra se trouve donc borné dans son développement par les collines environnantes.

### Localités de la commune
En 1984, la commune de Messelmoun est constituée des localités suivantes :
- Béni Bouaïche
- Béni Berri
- Béni Rached (partie Est)
- Bouzerou de Bouhlale
- Hayouna
- Himda
- Mesker
- Messelmoun
- Souahlia

## Histoire

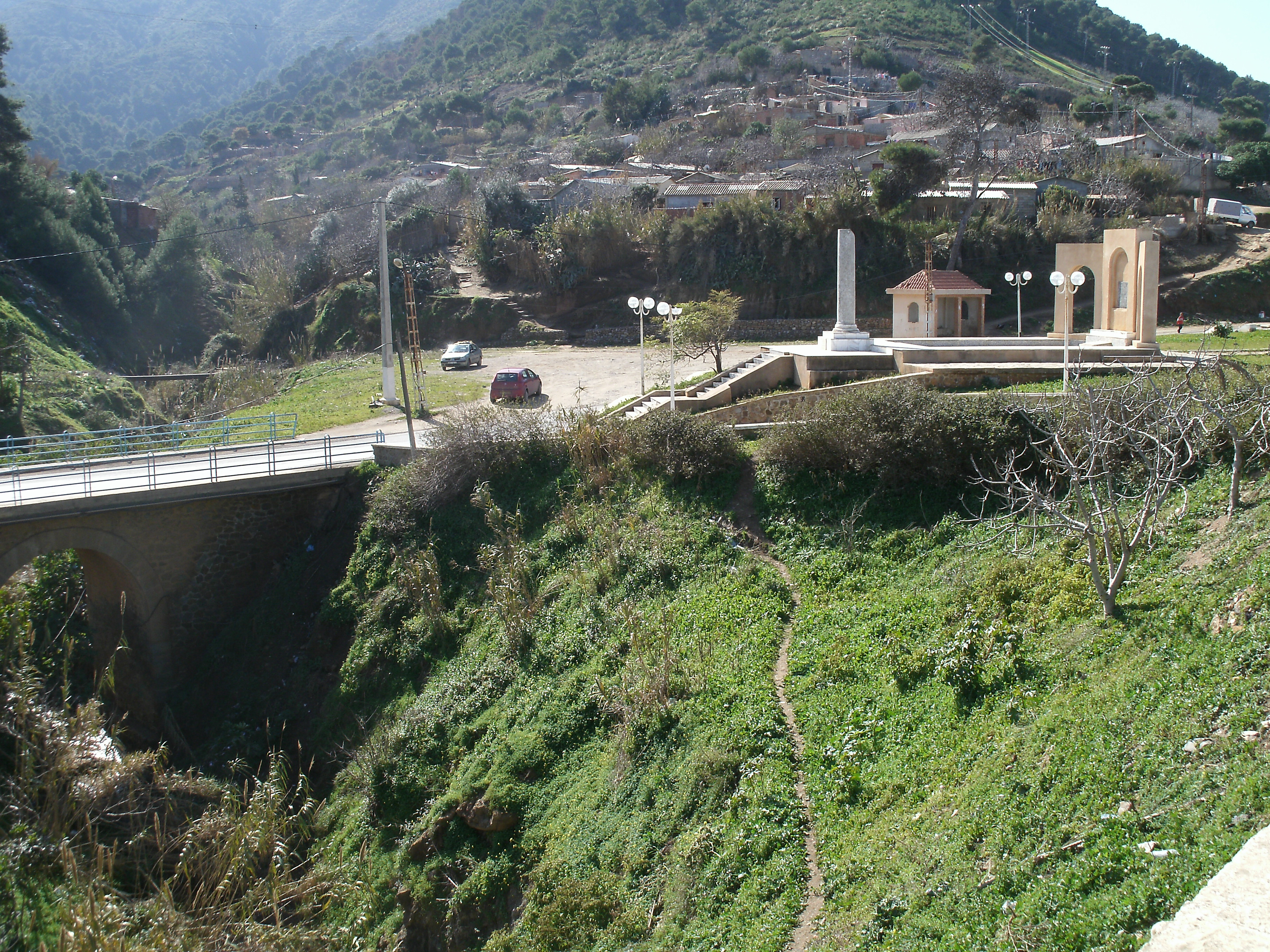
La stèle commémorative à Messelmoun.

Lors de la Seconde Guerre mondiale, c'est dans l'ancienne ferme Sitgès, à proximité de l'oued Messelmoun qu'eut lieu, le 22 octobre 1942, l'entrevue entre le général Clark et les représentants de la Résistance Nord-Africaine. Au cours de cette rencontre fut organisé le débarquement allié du 8 novembre 1942. La stèle qui trône sur ce site comporte une inscription gravée sur une plaque commémorative : « Ici commence la route de la libération de la France, de l'Europe et du monde du joug nazi 22 octobre 1942 ». Tel est le souvenir de l'« Opération Flagpole » que recèle ce lieu historique.
En 1956, pendant la Guerre d'Algérie, Messelmoun est érigée en commune dans le cadre de la réforme territoriale, après regroupement de populations rurales sur des terrains avoisinant la ferme. Un Camp de regroupement est implanté sous la surveillance de soldats du 22e régiment d'infanterie, originaires de la région du Languedoc. Les familles de paysans arabes (Fellah) sont brutalement parquées sur des terrains clôturés de barbelés et surveillés par les miradors coloniaux des S.A.S (Section administrative spécialisée).

## Anecdote
En 1974 quelques séquences du film "L'évasion de Hassan Terro" de Mustapha Badie avec Rouiched et Sid Ali Kouiret furent tournées à la ferme Sitgès.